# Ipomopsis thurberi
Ipomopsis thurberi är en blågullsväxtart som först beskrevs av John Torrey och Samuel Frederick Gray, och fick sitt nu gällande namn av V. Grant. Ipomopsis thurberi ingår i släktet Ipomopsis och familjen blågullsväxter. Inga underarter finns listade i Catalogue of Life.